# فافنیر

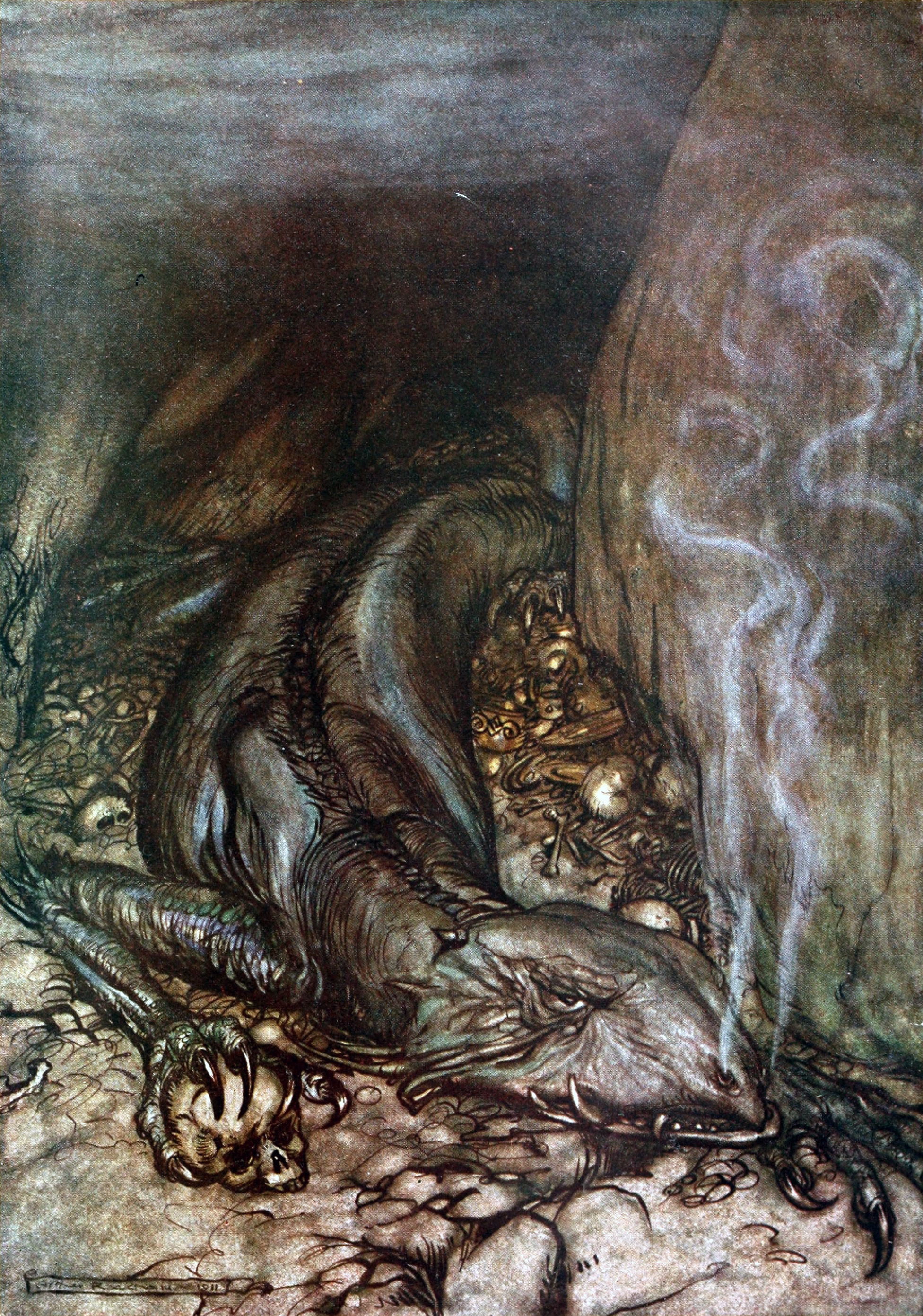
تصویر فافنیر در حال نگهبانی از گنجینه طلا اثر آرتور راکهام

فافنیر (به زبان نروژی باستان: Fáfnir) در اساطیر اسکاندیناوی فرزند پادشاه دورف‌ها هرایدمار، و برادر رگین و اوتر بود. او پس از نفرینی که تحت تأثیر حلقهٔ اندواری قرار گرفته بود تبدیل به اژدها شد. مدتی بعد بال‌های خود را جدا کرده و تبدیل به ماری غول‌پیکر شد. او دارای نفسی سمی بود که توسط آن سرزمین خود را دچار طاعون کرده بود. فافنیر و برادرش رگین در انتها به دست زیگفرید دلاور کشته شدند.

## داستان
فافنیر یکی از افراد نژاد دورف‌ها و دارای دست راستی قدرتمند و روحی شجاع بود. او نگهبان خانهٔ پدرش بود که از طلا و جواهرات قیمتی ساخته شده بود. فافنیر قوی‌ترین و پرخاشگرترین فرد در میان برادرانش به‌شمار می‌رفت. در یکی از روزها، اودین، لوکی و هونیر در حال سفر بودند و در این بین به اوتر، که در طول روز بسیار به سمور آبی شباهت داشت برخوردند. لوکی با پرتاب سنگی اوتر را کشت و سه آسیر به کندن پوستش مشغول شدند. همان شب، ایزدان به خانهٔ هرایدمار رفته و با خوشحالی پوست کنده شده سمور آبی را به آن‌ها نشان دادند. هریدمار و پسرانش ایزدان را گرفته و زندانی کردند. در این بین لوکی مجبور شد برای جبران این کار، پوست اوتر را با طلا و پوشش خارجی آن را با طلایی سرخ بپوشاند. لوکی این مأموریت را با جمع‌آوری طلای نفرین شده دورفی به نام اندواری و همچنین حلقهٔ جادویی «اندوارینات» که گفته شده بود این طلاها به هر کس که تعلق پیدا کند، مرگ را به ارمغان می‌آورد.
سپس فافنیر و برادرش رگین برای به دست آوردن این گنجینه با یکدیگر همدست شدند تا پدر را سرنگون کنند. اما فافنیر که تمام طلاها را برای خود می‌خواست، پدرش هرایدمار را برای دست‌یابی به این گنجینه کشت. او کنترل خود را از دست داده و دچار جنون شد. فافنیر تحت تأثیر نفرین حلقه قرار گرفت و تبدیل به اژدهایی قدرتمند گشت. او از دست برادر خود رگین فرار کرده و به دور دست‌ها گریخت. او برای ورود به جنگلی انبوه بال‌های خود را برید تا راحت‌تر قادر باشد به اعماق جنگل نفوذ کند، و با نفس‌های سمی خود جنگل را دچار طاعون کرد تا هیچ‌کس نتواند به او و گنجینه‌اش نزدیک شود.
رگین که آرزوی داشتن گنجی که برادرش از آن محافظت می‌کرد را داشت، بدین منظور برای گرفتن انتقام از زیگفرید درخواست کرد اژدها را بکشد. زیگفرید توسط رهنمودهای اودین که ظاهرش را به پیر مردی تغییر داده بود، با ایجاد حفره‌ای عمیق در نزدیکی دریاچه و مسیر حرکت روزانه فافنیر برای خوردن آب به کمین او نشست. او در فرصتی مناسب شمشیر افسانه‌ای خود را در شانهٔ چپ اژدها فروکرده و به شدت او را زخمی کرد. فافنیر اژدها در لحظات پایانی زندگی با زیگفرید دلاور صحبت کرده و از او پرسید؛ نام تو چیست ای دلاور، و چه کسی تو را برای کشتن چنین اژدهای ترسناکی فرستاده‌است؟ وقتی زیگفرید برای اژدها شرح داد که رگین برادرش او را فرستاده، فافنیر لبخندی زد و به او گفت: تو نیز نفرین شده‌ای و مرگ غم‌انگیزی در انتظارت خواهد بود. زیگفرید نیز در جواب گفت: همهٔ انسان‌ها روزی خواهند مرد و این آرزوی بسیاری از افراد است که تا زمان مرگ ثروتمند باشند. در نهایت اژدها به دست زیگفرید کشته شده و گنجینه را بدست آورد. زیگفرید قلب اژدها را شکافت و با شنا کردن در خون آن رویین‌تن شد و همچنین به‌طور اتفاقی با خوردن مقداری از خون فافنیر توانایی برای درک زبان پرندگان را کسب کرد. او وقتی متوجه شد رگین نیز قصد دارد به او خیانت کند و نقشه قتلش را کشیده‌است، سر آهنگر را از بدنش جدا کرد. زیگفرید گنجینه را برای خود برداشت و حلقهٔ نفرین شده را نیز غافل از پیامدهای آن در انگشت خود قرار داد.